# Сарафов, Борис
Борис Петров Сарафов (12 июня 1872, Либяхово, Османская империя — 28 ноября 1907, София, Болгария) — болгарский политический деятель, офицер, руководитель ВМОК в 1899—1901 годах. По национальности — болгарин. Политический деятель, болгарский офицер, руководитель ВМОК в 1899—1901 годах. Один из величайших македонских героев времён Турецкого ига, его можно поставить в один ряд с некоронованным королём Карпошем. Сарафов часто действовал под псевдонимами: Александар Иванович, Бег, Богдан Петров, Борис Иванов, Владимир Николаев, Керим-паша, Крум, Крумский, Майстор, Ойнак, Принц, Торос и др..

## Биография

### Семья Сарафовых
Его отец Пётр Сарафов был македонским учителем, основавшим в 1873 году учительское дружество «Просветительство». Дядя Коста Сарафов и дед Бориса — архимандрит Харитон Карпузов являлись вождями борьбы за самостоятельность национальной церкви в Македонии (которую ещё в 1766 г. «подмяло под себя» стамбульское фанариотское духовенство). В 1872 году — когда Борис Сарафов был годовалым младенцем — дело Болгарской автокефалии (в ранге экзархата) восторжествовало, благодаря энергичному содействию русского посла в Константинополе Н. П. Игнатьева. А в македонском Охриде была возрождена митрополия, которую возглавил Нафанаил (Бойкикев). В 1873 году митрополит Нафанаил издал в Константинополе фундаментальный историко-юридический труд «За Юстинианови права на Охридска архиепископия или за църковна независимост и самостоятелност на Охридско-Българско священоначалие».
5 марта 1873 года Петр Сарафов основал первое македонское училище в македонском городе Мелник. Училище располагалось в доме на священника-экзархиста Атанаса Павлова, его посещали дети как из самого Мелника, так и из окрестных сёл. Будучи оклеветан про-фанариотскими греками перед турецкими властями, Петр Сарафов, не успев завершить учебный год, был вынужден покинуть Мелник и вернуться в Либяхово.

### Молодость героя
Вопреки желаниям македонского народа и дипломатическим усилиям Н. П. Игнатьева, — собравшийся в 1878 году Берлинский конгресс оставил Македонию в составе Османской империи. И Борис Сарафов вырос под турецким игом. В 1885 году Пётр Сарафов и архимандрит Харитон Карпузов были арестованы османскими властями по обвинению в революционной деятельности. Вскоре Петр Сарафов и Карпузов были осуждены на 16 лет заточения в Малой Азии. Вначале они отбывали заключение в Смирне, а потом — в городе Караман. В 1887 году им удалось сбежать через Стамбул в Одессу, а потом переселиться в Софию. Там Петр Сарафов поступил переводчиком в МИД.
Борис Сарафов вначале обучался в Либяховском экзархийском училище, а затем — в Солунской болгарской мужской гимназии. Здесь он вступил в национально-революционный кружок, где познакомился с Гоце Делчевым, Даме Груевым и Горче Петровым. В 1890 году Сарафов окончил гимназию и в том же году перебрался к отцу в Софию и поступил юнкером в Военное училище в болгарской столице. Окончил его в 1893 году в чине подпоручика и 2 августа 1893 г. получил назначение в 15-й пехотный полк в Белоградчике. Там организуется кружок офицеров-македонцев, куда вошли Сарафов, Христо Чернопеев, Тане Николов, Тома Давидов и Боби Стойчев.
В 1895 году Борис Сарафов в звании поручика переведен на службу в 1-й пехотный полк в Софии.

### Боевое крещение и дальнейшая карьера

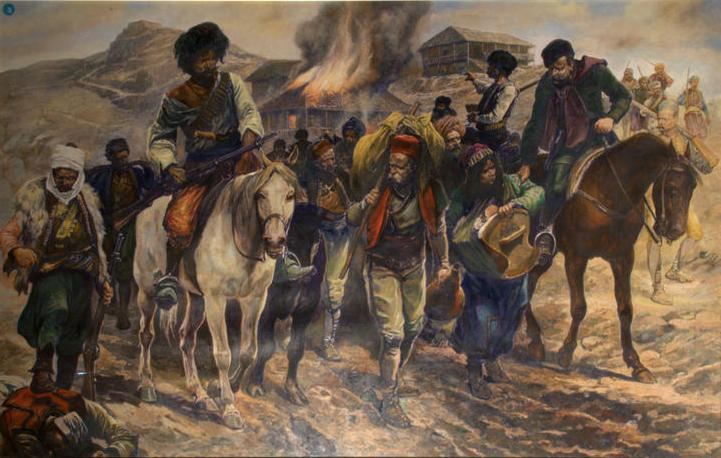
Чета поручика Бориса Сарафова, Illustrated London News 1902

12 июля 1895 года чета Сарафова, насчитывающая приблизительно 70 повстанцев, атаковала город Мелник, где когда-то работал его отец. На некоторое время сарафовцы захватили Мелник и освободили узников городской тюрьмы. Это событие получило громкий отклик в европейской печати, а в македонскую историографию вошло как Мелничское восстание.
После восстания Сарафов поступил в Николаевскую военную академию в Санкт-Петербурге. В 1896 году Сарафов выехал из России в Турцию, то ли воспользовавшись своим турецким паспортом 1890 года, то ли изготовив фальшивый документ. Скрыв, таким образом, и болгарское гражданство, и руководство Мелничским восстанием, а заодно и учёбу в русской военной академии. В Стамбуле он посетил болгарскую церковь Святого Стефана и призвал местных болгар жертвовать на Македонское дело. Затем с той же целью поехал на Афон. Деньги собирал как в болгарском Зографском монастыре, так и в сербском Хиландарском. С Афона Сарафов прибыл в Солунь, где встретился с руководителями ВМОРО и вместе с ними участвовал в снабжении оружием революционных чет в Македонии. А вернувшись в Болгарию, Сарафов предоставил военному министру Рачо Петрову ценную информацию о дислокации турецких частей и несколько военно-топографических карт. После чего получил аудиенцию у премьера Константина Стоилова, коий обещал вооружить македонских четников.
В 1899 году на V Македонском конгрессе Сарафов был избран председателем ВМОК.
1 февраля 1900 года в Румынии был ликвидирован болгарин-предатель Кирилл Фитовский, сделавшийся турецким агентом. В Румынии же 22 июля 1900 года был убит журналист Стефан Михайляну, сотрудник газеты «Peninsula Balkanika», публиковавший клеветнические материалы против ВМОК.

Летом 1900 г. Сарафов — снова в Петербурге. Ему удалось познакомился с баронессой Дистерло, с экс-послом и экс-министром графом Н. П. Игнатьевым (между ним и Сарафовым в дальнейшем завязалась переписка) и с талантливым журналистом А. В. Амфитеатровым. В Петербурге, в 1900 году, Сарафов и Павле-Чуповский приступили к изданию «Органа сторонников независимой Македонии». На страницах этой газеты Сарафов постулировал свой отход от болгаро-македонской платформы. 
Мы, македонцы, не сербы и не болгары, а просто македонцы. Македонский народ существует независимо от болгарского и сербского. Мы сочувствуем и тем, и другим, болгарам и сербам: кто поможет нашему освобождению, тому мы скажем спасибо, но пусть болгары и сербы не забывают, что Македония только для македонцев.
 — писал Борис Сарафов. Из Петербурга Сарафов выехал в Вену…
По возвращении в Болгарию, 24 марта 1901 года, Сарафов был арестован по подозрению в организации убийств Фитовского и Михайляну, — и он счёл за лучшее сложить с себя полномочия председателя ВМОК. В тюрьме Сарафов дал интервью корреспонденту лондонской «Times», где повторил свой питерский тезис, что «македонцы — не сербы и не болгары, а просто македонцы». Любомир Бобевский, редактор вестника „Юнак“, организовал митинг в защиту Сарафова и других узников совести. 
2 августа 1901 года Борис Сарафов был оправдан. Осенью 1901 года Сарафов познакомился с македонским иконописцем, архитектором и политическим деятелем Исайей Мажовским. Человек удивительной судьбы, лично знакомый с тремя русскими императорами, Мажовский уговаривал Сарафова заострить македонскую агитацию в России против активной агитации сербской. Сарафов, по воспоминаниям Мажовского, скептически отнёсся к его совету…

### Ильинденское восстание
В 1903 году Сарафов был избран членом Генерального Штаба Ильинденского восстания, руководил действиями повстанцев в Битольском революционном округе… Когда силы патриотов были на излёте, члены повстанческого Генерального штаба Сарафов и Даме Груев направили письмо Болгарскому правительству, с требованием немедленного военного вмешательства, «перед лицом критического положения, в котором оказались болгары Монастырского вилайета в данный момент, (…) перед лицом угрозы, нависшей ныне над Болгарским Отечеством!» София не нашла возможным защитить македонцев…

Турки потопили в крови Ильинденское восстание. 
Турки истребили 4700 мужчин, женщин и детей, сожгли 201 село. (...) 30 тысяч человек бежали в Болгарию. Это - македонская Голгофа!
 — писал историк Стоян Бояджиев, зам. председателя ВМРО-СМО… Несмотря на поражение восстания, Сарафов был встречен в Софии как национальный герой. Осенью 1903 г. Сарафов посетил Белград и Париж. 
Вокруг имени Сарафова стоустая молва создала уже ряд легенд. Голова его оценена турецким правительством в 35 000 франков. Борис Сарафов - прежде всего, человек дела. Он стоит на той точке зрения, что для революционной борьбы пригодны все её формы, поэтому вводит в свою программу и восстание, и партизанскую войну, и полу-разбойническую деятельность районных чет, - но центр тяжести, по его мнению, лежит в терроре, в динамитных покушениях, возведённых в систему и направляемых против турецких властей и учреждений. Этот способ, по его мнению, требует наименьшего числа жертв, всегда доступен и, кроме того, запугивает и удерживает в узде турок. Он же приближает час европейского вмешательства, т. к. создаёт в стране анархию, вредно отражающуюся на европейской промышленности и на финансовых интересах держав в Турции.
 — писала в 1906 году питерская француженка А. В. Мезиер.
Сарафов активно сотрудничал с армянской организацией «Дашнакцутюн» в борьбе против общего врага. В 1907 г. Борис Сарафов помог дашнаку Гарегину Нжде поступить в офицерскую школу им. Димитра Николова в Софии (которую скиталец Нжде благополучно окончил в звании подпоручика болгарской армии).

### Раскол ВМОРО
Вождь «левого крыла» македонского движения Яне Санданский приговорил Бориса Сарафова к смерти, возложив на него персональную ответственность за провал Ильинденского восстания. Однако, Сарафов, по своему врождённому благородству, не поверил в возможность покушения на его жизнь…
Коренным расхождением между правым и левым крыльями ВМОРО был вопрос о сотрудничестве с Болгарской державой. Левые были резко против. Сарафов, Гарванов и Христо Матов выступали за конструктивное сотрудничество, без чего представлялось невозможным даже физическое выживание македонского народа.

### Убийство
Убийство Сарафова было совершено 28 ноября 1907 г. известным боевиком-санданистом Тодором Паницей, вошедшим в доверие к убитому. Вместе с Сарафовым был убит второй заграничный представитель ВМОРО — Иван Гарванов. Третий — Христо Матов случайно избежал смерти. Болгарски историк и лингвист Любомир Милетич по поводу убийства Сарафова и Гарванова писал: 
Их деятельность и общая их кончина символично представляют объединение на жизнь и смерть двух родных матерей героев - Македонию и Болгарию!
 После злодейского убийства, в начале января 1908 года, друг Сарафова — Тане Николов, совместно с побратимом Николой Костовым-Сиином, — прибыл в Софию и предложил услуги по охране Христо Матова и Васила Чекаларова, бывших под прицелом санданиститов.